# 池上秦川
池上 秦川（いけのうえ しんせん）は、備中浅尾藩の藩士。
備中岡田藩の佐野元綱や豊後の広瀬淡窓に学び、若い頃から聡明で知られた。性格も穏やかで清廉だったという。安政5年（1858年）に浅尾藩士である池上殖寛の婿養子になり、明治元年（1868年）に郡奉行に任命された。明治2年（1869年）に文学教授に、明治3年（1870年）に権大属に任命されて浅尾藩の藩政を仕切った。
明治8年（1875年）から大蔵省に出仕し、大蔵省三等属や編纂掛を歴任して多くの財務関係の史書を編纂した。明治19年（1886年）に大蔵省を去った。
明治44年（1911年）8月21日に死去した。享年79。